# Djed

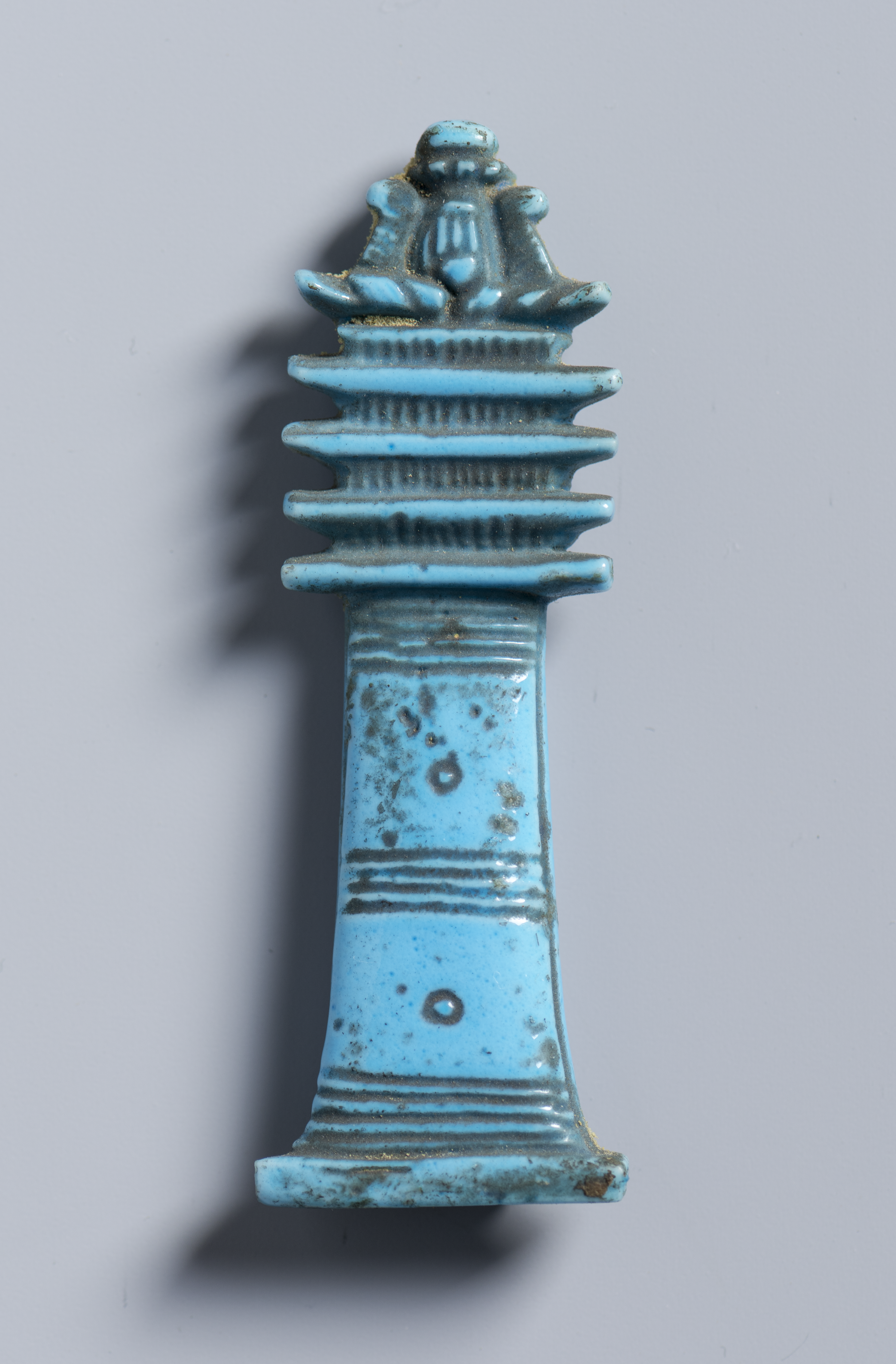
Amuleto raffigurante il pilastro djed, faience egizia, tra il 722 e il 332 a.C. Periodo tardo dell'Egitto. Museo Egizio, Torino.

Nella religione degli antichi Egizi, lo Zed (o Djed), tradotto come "stabilità", "presenza", è la rappresentazione della spina dorsale del dio Osiride, re dell'Oltretomba. Per gli Egizi, la spina dorsale era sede del fluido vitale, e simboleggiava la stabilità (ḍdi, parola da cui ha origine "Djed", significa appunto "essere stabile")  e la vita eterna. Il geroglifico che lo rappresenta somiglia a un pilastro.

Simbolo dello Djed.

Era un simbolo sacro importante per il popolo del Nilo (tanto che nei dipinti parietali è colorato col prezioso turchese), ed era già presente prima di venire associato ad Osiride: nel neolitico era rappresentato come una sorta di feticcio o di amuleto. Un'altra scuola di pensiero lo considera una rappresentazione della vittoria del bene sul male, come accade dopo il mito della morte di Osiride, ucciso dal fratello Seth ma vendicato da Horus, o a un tronco. Talvolta, con in mano una verga o un bastone, era antropomorfizzato.

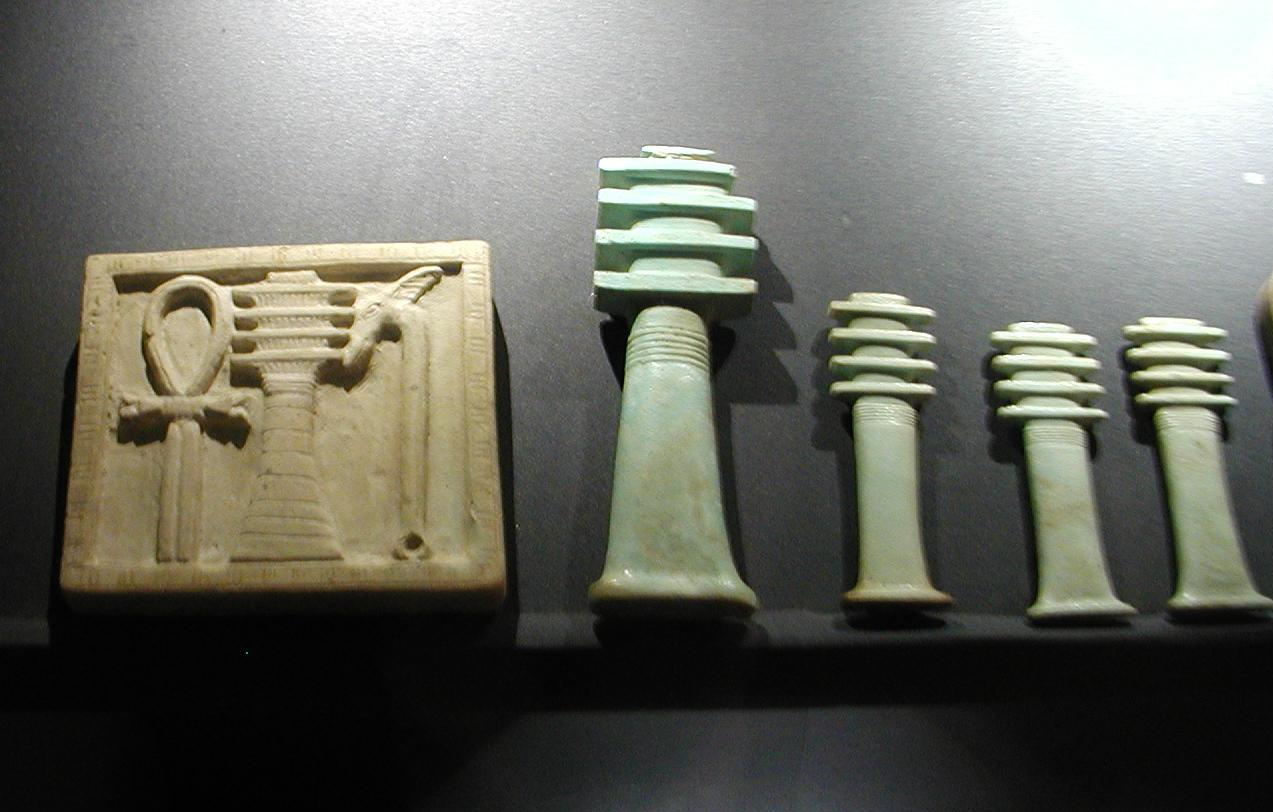
Serie di pilastri djed, dal Museo Nazionale di Alessandria d'Egitto.
Il pilastro djed oggetto di adorazione. Incisione del sarcofago del visir Gemenefherbak. 664–525 a.C., Periodo tardo, XXVI dinastia. Museo Egizio, Torino.
Ibi, grande intendente di Nitocris divina adoratrice di Amon, stringe tra le mani il pilastro djed nel suo sarcofago. Tra il 664 e il 610 a.C. Periodo tardo. Museo Egizio, Torino.